# (10541) Malesherbes
(10541) Malesherbes ist ein Asteroid des Hauptgürtels, der am 31. Dezember 1991 vom belgischen Astronomen Eric Walter Elst am Observatoire de Haute-Provence (IAU-Code 511) in Südfrankreich entdeckt wurde.
Der Asteroid gehört zur Levin-Familie, einer Gruppe von Asteroiden, die nach (2076) Levin benannt wurde.
(10541) Malesherbes wurde am 12. Juli 2014 nach dem französischen Staatsmann, Minister, Botaniker und später Verteidiger Ludwigs XVI. Chrétien-Guillaume de Lamoignon de Malesherbes (1721–1794) benannt, der 1794 für seine Rolle bei der Verteidigung des Königs mit seinen Angehörigen hingerichtet wurde.